# نظام خطي ب
نظام خطي ب هو نظام كتابة مقطعية كانت تستخدم في عصر يونان الموكيانية وهي أقدم نظام خطي أستعمل في اليونان القديمة وكانت تستخدم الحروف اليونانية لعدة قرون. أقدم نص لهذه الكتابة يعود لسنة 1450 ق م. وقد تطور هذا النظام من النظام الخطي أ، وابرز المدن اليونانية التي استخدمت هذه اللغة هي كنوسوس وكيدونيا وبيلوس وثيفا وموكناي واستخدمت حتى سقوط الحضارة الموكيانية في أواخر العصر البرونزي حيث دخلت اليونان بعدها فيما سماه المؤرخين بالعصور المظلمة اليونانية.